# Трофімовська (Верхньотоємський район)
Трофімовська (рос. Трофимовская) — присілок в Верхньотоємському районі Архангельської області Російської Федерації.
Населення становить 48 осіб. Входить до складу муніципального утворення Верхньотоємський муніципальний округ.

## Історія
До 1 червня 2021 року входило до складу муніципального утворення Двинське муніципальне утворення.

## Населення
| 2010 | 2012 |
| ---- | ---- |
| 40   | ↗48  |